# Mellansverige
Mellansverige är det område i Sverige som består av landskapen kring sjöarna Mälaren, Hjälmaren, Vänern och Vättern. Det kan i vissa sammanhang även inkludera Dalarnas och Gävleborgs län.

## Definitioner
Rent geografiskt kan benämningen anses vara vilseledande. Hela området ligger i södra halvan av Sverige kring Sveriges demografiska mittpunkt, men långt söder om Sveriges geografiska mittpunkt.
I statistiska sammanhang består Mellansverige av följande riksområden:
- Norra Mellansverige (del av riksområdet Norra Sverige): Värmlands län, Dalarnas län och Gävleborgs län
- Östra Mellansverige (del av riksområdet Östra Sverige): Uppsala län, Södermanlands län, Östergötlands län, Örebro län, Västmanlands län och Stockholms län